# La Duchesse de Buffalo
Pour plus de détails, voir Fiche technique et Distribution.
La Duchesse de Buffalo (titre original : The Duchess of Buffalo) est un film américain réalisé par Sidney Franklin et sorti en 1926.

## Synopsis
Alors qu'elle est en tournée dans la Russie tsariste, une danseuse américaine et un jeune officier tombent amoureux contre l'avis du père de l’officier. Lui prétextant qu'un Grand-duc n'épouse pas une roturière, il souhaite en réalité faire de la jeune fille sa maitresse.

## Fiche technique
- Réalisation : Sidney Franklin
- Scénario : Hans Kraly (scenario, adaptation) d'après la comédie musicale Sybil[1] de Max Brody et Franz Martos
- Producteurs : Constance Talmadge, Joseph M. Schenck
- Production : Constance Talmadge Film Company
- Photographie : Oliver T. Marsh
- Genre : Comédie, romance[2]
- Montage : Hal C. Kern
- Durée : 75 minutes
- Date de sortie : 5 septembre 1926

## Distribution
- Constance Talmadge : Marian Duncan

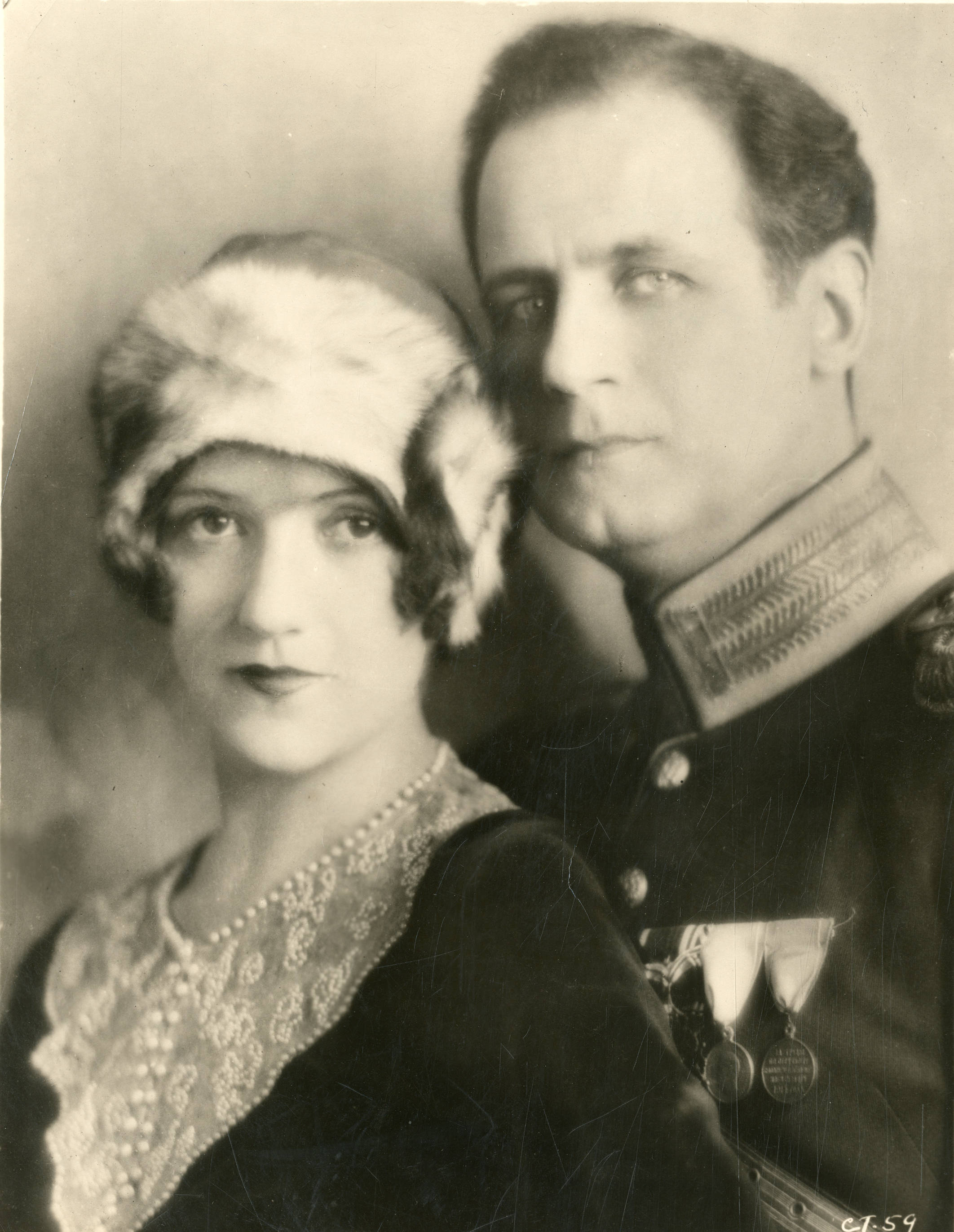
Image extraite du film The Duchess of Buffalo.

- Tullio Carminati : Lt. Vladimir Orloff
- Edward Martindel : Grand Duc Gregory Alexandrovich
- Rose Dione : Grande Duchess Olga Petrovna
- Chester Conklin : gérant de l'hôtel
- Lawrence Grant  : le Commandant
- Martha Franklin : la domestique
- Jean De Briac: Adjudant